# 高松山 (厚木市)
高松山（たかまつやま）は、神奈川県厚木市にある標高147mの山。丹沢山地の東部に位置する。御幸山（みゆきさん）の異称がある。

## 概要
山頂からの眺望はよい。ハイキングや花見などにおとずれる人も多い。周囲の小学校（厚木市立毛利台小学校等）がよく登山に訪れる。
山頂に、明治天皇行幸記念碑がある。1881年（明治14年）4月30日、明治天皇はここから、近衛兵聯合野外演習を天覧した。
2011年に厚木市が行った試掘調査で木棺の素材と思われる炭化物が発見され、山全体が前方後円墳である可能性があると発表された。

## 近隣の山
- 鐘ヶ嶽
- 白山
- 華厳山

## 周辺施設
- 栗田工業技術開発センター
- 愛名緑地
- キヤノン中央研究所
- 日産アドバンスドテクノロジーセンター（NATC） - 旧：青山学院大学厚木キャンパス跡地
- 日産テクニカルセンター（NTC）
- NTT厚木研究開発センター
- 松蔭大学
- 富士通厚木研究所
- 小野緑地
- 小町神社
- 県立七沢森林公園
- 若宮公園

## アクセス
小田急小田原線本厚木駅または愛甲石田駅より、小野・七沢・森の里方面バス乗車。高松山入口バス停は高松山の北東部、日産先進技術開発センター前バス停は西部、小野宮前バス停は南部に位置する。
詳しくは神奈川中央交通厚木営業所、神奈川中央交通伊勢原営業所、神奈中公式ホームページを参照。